# 中日杯 (金沢競馬)
中日杯（ちゅうにちはい）は、金沢競馬場ダート2000mで施行される地方競馬の重賞競走である。レース名は賞を提供している中日新聞社から取られている。

## 概要
1965年に創設。創設以来一貫して12月に開催されており、冬期は開催休止となる金沢競馬場にとっては古馬重賞の総決算となる。
施行距離は長年2300mであったが、2015年のみ1900m、2016年より2000mで実施されている。
なお、同じ2300mで実施されていた百万石賞も2016年から距離短縮（2100m）し、2300mで実施されるレースが無くなった。

### 条件・賞金（2024年）
出走条件
サラブレッド系3歳以上オープン、金沢所属。
負担重量
賞金別定。3歳55kg、4歳以上56kg、牝馬2kg減として番組賞金最下位馬を定量として2kgを上限に番組賞金500万ごとに1kg負担増となる。
賞金額
1着1000万円、2着320万円、3着160万円、4着120万円、5着100万円、着外手当10万円。

## 歴代優勝馬（1973年以降）
| 回数   | 施行日         | 距離  | 優勝馬             | 性齢 | タイム | 優勝騎手   | 調教師   |
| ------ | -------------- | ----- | ------------------ | ---- | ------ | ---------- | -------- |
| 第9回  | 1973年12月9日  | 2300m | ミスタマヨ         | 牝3  | 2:30.6 | 米田謹二   | 四ツ谷   |
| 第10回 | 1974年12月8日  | 2300m | スイノキング       | 牡5  | 2:32.8 | 米田興二   | 服部道夫 |
| 第11回 | 1975年12月7日  | 2300m | カーネルテンザン   | 牡3  | 2:31.4 | 松田村雄   | 松田初市 |
| 第12回 | 1976年12月5日  | 2300m | メトロハヤト       | 牡5  | 2:31.9 | 笠井勝     | 勝田穂   |
| 第13回 | 1977年12月11日 | 2300m | ハーバーウエー     | 牡4  | 2:30.8 | 東方高行   | 勝田穂   |
| 第14回 | 1978年12月10日 | 2300m | カーネルテンザン   | 牡6  | 2:31.6 | 寺田茂     | 松田初市 |
| 第15回 | 1979年12月9日  | 2300m | イソタカホマレ     | 牡3  | 2:29.6 | 寺田茂     | 山元義孝 |
| 第16回 | 1980年12月7日  | 2300m | イソタカホマレ     | 牡4  | 2:32.7 | 寺田茂     | 山元義孝 |
| 第17回 | 1981年12月6日  | 2300m | スメラギウイン     | 牡4  | 2:28.1 | 東方高行   | 藤木一男 |
| 第18回 | 1982年12月5日  | 2300m | スパニツシユボール | 牡4  | 2:29.9 | 大瀬戸豊   | 藤木一男 |
| 第19回 | 1983年12月18日 | 2300m | ローラーキング     | 牡5  | 2:30.0 | 平床良博   | 中川一男 |
| 第20回 | 1984年12月16日 | 2300m | タニノローレンス   | 牡4  | 2:32.1 | 平床良博   | 宗綱貢   |
| 第21回 | 1985年12月15日 | 2300m | ビゼンエイコー     | 牡4  | 2:31.8 | 東方高行   | 黒澤四郎 |
| 第22回 | 1986年12月14日 | 2300m | コンコードサニー   | 牝4  | 2:32.9 | 本厚司     | 伊藤清松 |
| 第23回 | 1987年12月13日 | 2300m | ビービーリドン     | 牡3  | 2:33.8 | 古性秀之   | 鷹尾二郎 |
| 第24回 | 1988年12月11日 | 2300m | コインドエチゼン   | 牡5  | 2:32.1 | 寺田茂     | 青山義明 |
| 第25回 | 1989年12月10日 | 2300m | ハローボギイ       | 牡4  | 2:29.4 | 渡辺壮     | 米田清七 |
| 第26回 | 1990年12月9日  | 2300m | リワードパンサー   | 牡7  | 2:31.5 | 吉井敏雄   | 吉井良政 |
| 第27回 | 1991年12月15日 | 2300m | サリュウスキー     | 牡3  | 2:33.4 | 大瀬戸豊   | 勝田穂   |
| 第28回 | 1992年12月13日 | 2300m | オヤベエース       | 牡3  | 2:35.1 | 平床良博   | 喜多壽   |
| 第29回 | 1993年12月19日 | 2300m | サツマコムスメ     | 牝4  | 2:33.1 | 中川雅之   | 蝦名弘   |
| 第30回 | 1994年12月18日 | 2300m | エビスライトオー   | 牡4  | 2:31.8 | 越野亨     | 黒澤四郎 |
| 第31回 | 1995年12月24日 | 2300m | サツマコムスメ     | 牝6  | 2:34.8 | 長嶋和彦   | 蝦名弘   |
| 第32回 | 1996年12月15日 | 2300m | ファーストサニーオ | 牡5  | 2:32.7 | 渡辺壮     | 青山義明 |
| 第33回 | 1997年12月14日 | 2300m | トーシンイチバン   | 牡4  | 2:33.1 | 蔵重浩一郎 | 青山義明 |
| 第34回 | 1998年12月20日 | 2300m | カズノリュウセイ   | 牡6  | 2:34.1 | 古性秀之   | 黒澤四郎 |
| 第35回 | 1999年12月19日 | 2300m | リードジャイアンツ | 牡4  | 2:29.9 | 蔵重浩一郎 | 黒澤四郎 |
| 第36回 | 2000年12月17日 | 2300m | トラベラー         | 牝4  | 2:31.2 | 中川雅之   | 小原典夫 |
| 第37回 | 2001年12月16日 | 2300m | イズミカツリュウ   | 牡5  | 2:31.6 | 渡辺壮     | 平床良博 |
| 第38回 | 2002年12月15日 | 2300m | オーミアジル       | 牡4  | 2:31.4 | 平瀬城久   | 南一吉   |
| 第39回 | 2003年12月21日 | 2300m | ホシオー           | 牡7  | 2:29.5 | 渡辺壮     | 松原正文 |
| 第40回 | 2004年12月19日 | 2300m | ホシオー           | 牡8  | 2:31.9 | 渡辺壮     | 松原正文 |
| 第41回 | 2005年12月11日 | 2300m | タフネスゴールド   | 牡6  | 2:32.4 | 山中利夫   | 鈴木正也 |
| 第42回 | 2006年12月17日 | 2300m | タフネスゴールド   | 牡7  | 2:35.3 | 中川雅之   | 鈴木正也 |
| 第43回 | 2007年12月16日 | 2300m | テンリットル       | 牡9  | 2:34.2 | 加藤和義   | 服部健一 |
| 第44回 | 2008年12月14日 | 2300m | ノーブルシーズ     | 牡3  | 2:34.2 | 中川雅之   | 松野勝己 |
| 第45回 | 2009年12月13日 | 2300m | ゴールデンミション | 牡5  | 2:30.2 | 加藤和義   | 鷹尾雄治 |
| 第46回 | 2010年12月12日 | 2300m | タートルベイ       | 牡5  | 2:29.9 | 堀場裕充   | 加藤和宏 |
| 第47回 | 2011年12月11日 | 2300m | ナムラダイキチ     | 牡3  | 2:29.6 | 畑中信司   | 藤木一男 |
| 第48回 | 2012年12月9日  | 2300m | ナムラダイキチ     | 牡4  | 2:29.6 | 畑中信司   | 藤木一男 |
| 第49回 | 2013年12月15日 | 2300m | サミットストーン   | 牡5  | 2:28.7 | 吉原寛人   | 加藤和義 |
| 第50回 | 2014年12月15日 | 2300m | ケージーキンカメ   | 牡3  | 2:31.0 | 青柳正義   | 鈴木正也 |
| 第51回 | 2015年12月13日 | 1900m | グルームアイランド | 牡4  | 2:02.0 | 吉原寛人   | 高橋俊之 |
| 第52回 | 2016年12月11日 | 2000m | ジャングルスマイル | 牡10 | 2:11.9 | 田知弘久   | 金田一昌 |
| 第53回 | 2017年12月12日 | 2000m | メイジン           | 牡6  | 2:11.3 | 平瀬城久   | 金田一昌 |
| 第54回 | 2018年12月12日 | 2000m | ヤマミダンス       | 牝4  | 2:09.7 | 中島龍也   | 中川雅之 |
| 第55回 | 2019年12月8日  | 2000m | ティモシーブルー   | 牡5  | 2:08.4 | 畑中信司   | 金田一昌 |
| 第56回 | 2020年12月6日  | 2000m | ハクサンアマゾネス | 牝3  | 2:08.7 | 吉原寛人   | 加藤和義 |
| 第57回 | 2021年12月12日 | 2000m | ハクサンアマゾネス | 牝4  | 2:08.6 | 吉原寛人   | 加藤和義 |
| 第58回 | 2022年12月11日 | 2000m | ヴェノム           | 牡4  | 2:07.2 | 田知弘久   | 中川雅之 |
| 第59回 | 2023年12月3日  | 2000m | ハクサンアマゾネス | 牝6  | 2:07.4 | 堀場裕充   | 加藤和義 |
| 第60回 | 2024年12月1日  | 2000m | マリンデュンデュン | 牡4  | 2:06.3 | 松戸政也   | 金田一昌 |

出典:

## その他
12月という季節柄北國王冠同様天候に恵まれないことも多く、良馬場で開催されたのは1987年の第23回までさかのぼる。